# Soulevé de terre
 (juillet 2015).
Si vous disposez d'ouvrages ou d'articles de référence ou si vous connaissez des sites web de qualité traitant du thème abordé ici, merci de compléter l'article en donnant les références utiles à sa vérifiabilité et en les liant à la section « Notes et références ».
Le soulevé de terre (deadlift en anglais) est un exercice polyarticulaire de force et de musculation. Très complet, il permet, selon la variante exécutée et entre autres, le développement des fessiers, des ischio-jambiers, des muscles érecteurs du rachis, et, plus globalement, de l'ensemble du dos. Comme la plupart des exercices de tirage, il peut aussi entraîner un travail notable des avant-bras. C'est l'un des trois mouvements de base de la force athlétique, avec les flexions sur jambes et le développé couché.

## Exécution du mouvement

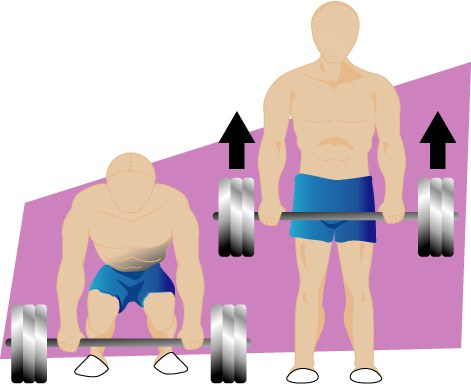
Illustration du soulevé de terre.

Le soulevé de terre consiste à lever puis reposer par terre une barre chargée. Au départ, la barre repose au sol. Le sportif se positionne de manière que la barre soit au dessus du milieu de ses pieds, son centre de gravité. Il saisit la barre, bras tendus, coudes pointés vers l'arrière pour engager les grands dorsaux. Les pieds sont écartés de la largeur du bassin. En tout état de cause, le dos doit rester droit, le bassin toujours aligné avec la cage thoracique. L'athlète prend une grande inspiration et gaine avant d'initier le mouvement. La barre doit être levée uniquement à la force des jambes et des fessiers, sans modification de l'inclinaison du dos. La phase de descente de la barre s'effectue de manière inverse à celle de la montée. La barre peut être prise en pronation ou en prise inversée (une main en pronation et une en supination de façon à bloquer la barre d'une rotation possible : effet de contre écrou). Pour éviter tout risque de déchirure du biceps, l'athlète doit avoir constamment le triceps contracté et les coudes pointés vers l'extérieur : le biceps doit être totalement relaxé et ne doit supporter aucune charge.

## Variantes
Il existe deux variantes du soulevé de terre classique:
- Le soulevé de terre sumo: ici les jambes sont beaucoup plus écartées et les mains plus serrées que dans le soulevé de terre classique. Cela permet, théoriquement, d'isoler les cuisses (principalement muscle quadriceps fémoral) au détriment du travail du dos. Il peut toujours y avoir des exceptions en fonction de la morphologie de l'individu.
- Le soulevé de terre roumain où le mouvement est effectué de manière partielle: une fois le sportif redressé complètement avec la barre dans les mains, celui-ci ne la repose pas à terre mais effectue des répétitions en se redressant dès que la barre arrive au niveau des genoux. Cette méthode permet d'éviter la phase la plus dangereuse du mouvement, à savoir le moment où le sportif redresse le dos[1].

## Consignes de sécurité
Autant le soulevé de terre peut être bénéfique pour le pratiquant en termes de gains de force et de masse musculaire, autant il peut être néfaste pour l'organisme s'il n'est pas effectué avec une technique parfaite. Le risque principal de cet exercice est une lésion du dos, le plus souvent une lombalgie ou une hernie discale. Il est donc indispensable pour éviter ce genre de complications d'effectuer le mouvement en gardant le dos bien droit. Comme tout exercice de musculation, qui plus est lorsque celui-ci est réalisé avec des charges lourdes, le soulevé de terre peut entrainer des tendinites (généralement au niveau du genou) ou des lésions articulaires et musculaires. Il est donc impératif de réaliser ce mouvement avec une technique parfaite, une charge adaptée à son niveau et assisté par une personne compétente. Très souvent les sportifs pratiquent cet exercice équipés d'une ceinture, celle-ci n'a pas pour but de leur maintenir le bas du dos mais d'augmenter la pression intra-abdominale afin d'éviter de se blesser les disques intervertébraux et de mieux supporter la charge. Le fait de pousser le ventre dans la ceinture permettra également de maintenir une bonne posture soit la lordose lombaire ou tout du moins le dos à plat. À noter que défixer le haut du dos ne présente aucun danger notoire.

## Records
Le record pour un soulevé de terre avec des pneus de camions à la place des plaques habituelles, selon les règles du Strongman où les straps sont autorisés, est de 545,21 kg (1 202 lb) par Jean-François Caron[réf. nécessaire].
Le record pour un soulevé de terre en utilisant une barre et des plaques standard est de 465 kilos réalisé par Eddie Hall (en) à l'occasion de l'Arnold classic 2016 (ce record a été battu par Hafþór Júlíus Björnsson lors de cette même compétition en 2018) ; à noter que cette barre a été réalisée sans "deadlift suit".
Le 9 juillet, au 2016 World Deadlift Championships, Eddie Hall bat son propre record et soulève une barre de 500 kilos (avec deadlift suit) devenant le premier homme sur terre à pouvoir soulever une demi-tonne au soulevé de terre. Ce record a été battu avec un soulevé à 505 kg réalisé par Hafþór Júlíus Björnsson le 26 juillet 2025.

## Muscles sollicités
Ce mouvement fait intervenir au moins les muscles suivants :
- muscle carré des lombes (synergique et stabilisateur),
- muscle épi-épineux (synergique et stabilisateur),
- muscle grand dorsal (synergique),
- muscle grand fessier (moteur),
- muscle grand oblique (stabilisateur),
- muscle grand rhomboïde (stabilisateur),
- muscle ilio-costal (moteur),
- muscles ischio-jambiers (moteurs ou synergiques selon le mode d'exécution),
- muscle longissimus (synergique et stabilisateur),
- muscle moyen fessier (synergique),
- muscle oblique interne de l'abdomen (stabilisateur),
- muscle petit rhomboïde (stabilisateur),
- muscle quadriceps fémoral (moteur ou synergique selon le mode d'exécution),
- muscle transversaire épineux (synergique et stabilisateur),
- muscle trapèze (stabilisateur et synergique)
- muscles de l'avant-bras (stabilisateurs)
- muscles de la ceinture scapulaire (stabilisateurs)
- muscles de la main (stabilisateurs).

D'une manière générale, ce mouvement de la force athlétique sollicite plus ou moins l'ensemble de la musculature du corps humain. C'est aussi l'exercice exécuté en poussé-tiré traditionnel qui développe et qui prouve le mieux la force d'un pratiquant.